# Hamburger Zaubernächte
Die Hamburger Zaubernächte sind ein alljährlich stattfindendes Zaubertheaterfestival in Hamburg, bei denen es um die künstlerische, theatralische Umsetzung der Zauberkunst geht.
Die Hamburger Zaubernächte finden seit 2011 regelmäßig im Herbst in ausgesuchten Theaterräumen Hamburgs statt. Sie werden von dem Zauberkünstler Wittus Witt kuratiert.
Die Verwandtschaft zwischen Zauberkunst und Theater liegt darin, den Menschen zu zeigen, was für die Augen unsichtbar ist. Es ist langweilig, in einem Theater zu zeigen, was sowie so bereits alle sehen können. Sehr oft ist das Wahre verborgen; so auch beim Zauberer.

## Geschichte Hamburger Zauberkunst
1899 gründete der Zauberhändler Carl Willmann in Hamburg den ersten Zauberverein der Welt, nachdem er vier Jahre zuvor die erste Zauberzeitschrift der Welt, Die Zauberwelt, gegründet hatte.
Nachdem sich Willmanns Zauberverein mit dem Einstellen der Zauberzeitschrift 1904 aufgelöst hatte, gründete der Hamburger Kaufmann Karl Schröder den Magischen Zirkel von Deutschland, der gegenwärtig (2015) zu den drei größten Zaubervereinigungen der Welt gehört.
Von 1910 bis 1968 existierte in Hamburg eines der ersten Zaubergeschäfte, die Firma Janos Bartl.

## Geschichte der Zaubertheaterkunst
Seit Ludwig Döbler, Johann Nepomuk Hofzinser und Jean Eugène Robert-Houdin hat sich die Zauberkunst von der reinen Nummernabfolge zu einer Theaterkunst entwickelt, in der Programme dramaturgisch durchdacht dargeboten werden.
Seit 2006 knüpft Wittus Witt mit speziellen Zaubertheaterfestivals an diese Tradition an. Zunächst kuratierte er vier Jahre lang am Theater an der Ruhr zusammen mit Roberto Ciulli Wochenenden, an deren Abenden jeweils ein Zauberkünstler ein Zaubertheaterprogramm präsentierte. Diese Festivals fanden bis 2010 statt.
2011 begründete Witt in Hamburg die Hamburger Zaubernächte mit einem ähnlichen Konzept. Die ersten beiden Veranstaltungen wurden zunächst im privaten Kellertheater Hamburg ausgetragen. Im dritten Jahr war der Veranstaltungsort der Spiegelsaal im Museum für Kunst und Gewerbe. Seit 2014 werden die Zaubernächte im Theater Hamburger Sprechwerk veranstaltet.

## Die Programme

### 2011
- Thomas Otto: Mit Hirn Charme und Zitrone
- Wittus Witt: Halbe Wahrheit – Ganzes Vergnügen
- Manuel Muerte: Metaphysisches Kabinett

### 2012
- Stefan Alexander Rautenberg: Ich werde getäuscht, also bin ich
- Michelle Spillner: Alles Lüge – Echt wahr
- Pit Hartling & Thomas Fraps: Metamagicum
- Wittus Witt: Schöner Schein

### 2013
- Die Fertigen Finger: Fragmente
- Timothy Trust & Diamond: Zwischen Illusion und Realität
- Ken Bardowicks: Best of

### 2014
- Markus Zink: Schrott
- Peter Honegger: Secrets
- Wittus Witt: Spiel-Zauber-Spiel
- Sebastian Nicolas: Ein magischer Abend

### 2015
- Wolfgang Moser (Zauberkünstler): Fingierte Wunder
- Thomas Fraps: Geht auch ein Zauberer?
- Wittus Witt: Gedanken-Spiel-Gedanken
- Andreas Römer: Du hast gut reden

### 2016
- Jan Logemann: Herr Logemann teilt aus
- Pierric: One-Man-Show
- Monsieur Brezelberger: Wunder, Wahnsinn, Weltniveau
- Jörg Jará: Ich bin viele
- Wittus Witt: Best-Of

### 2017
- Ingo Oschmann: Wort · Satz · Sieg
- Martin Sierp: Zum Anbeißen
- Wittus Witt: One-Man-Show
- Pius Maria Cüppers: Alles Illusionen

### 2018
- Hieronymus: Ernste Comedy
- Ben Profane: Profane Zeiten
- Wittus Witt: My Life
- Peter Honegger: KOAN

### 2019
- Marc Gettmann
- Jörg Alexander
- Kornelia Weiland

### 2020
- Manuel Muerte
- Stefan Alexander Rautenberg
- Helge Thun
- Jan Logemann

## Besprechungen
- Magie, Heft 11, 2013, Seite 442, ff.
- Magische Welt, Heft 5, 2014, Seite 225, ff.
- Magische Welt, Heft 5, 2016, Seite 189, ff.